# لي هايكيانغ
لي هايكيانغ (بالصينية: 李海強) (3 مايو 1977 في الصين - ) هو لاعب كرة قدم صيني في مركز الوسط. شارك مع منتخب هونغ كونغ لكرة القدم. أما مع النوادي، فقد لعب مع نادي جنوب الصين وChengdu Tiancheng F.C. ‏ ونادي إيسترن سبورتس وQingdao Hailifeng F.C. ‏ وLanwa F.C. ‏ وTuen Mun SA ‏ وGuangdong Winnerway F.C. ‏.

## وصلات خارجية
- لي هايكيانغ على موقع قاعدة بيانات كرة القدم.إي يو (الإنجليزية)
- لي هايكيانغ على موقع ناشيونال فوتبول تيمز (الإنجليزية)
- لي هايكيانغ على موقع Soccerway.com (الإنجليزية)